# Dolichomitus dolichosoma
Dolichomitus dolichosoma là một loài tò vò trong họ Ichneumonidae.